# Jaskinia Mylna
Die Höhle Jaskinia Mylna (deutsch: Täuschungshöhle) ist eine Schau- und Tropfsteinhöhle im Tal Dolina Kościeliska am Berg Raptawicka Turnia oberhalb der Pisana Alm im Massiv der Westtatra (Tatra-Nationalpark) in Polen. Die Höhle ist mit dem Höhlensystem Jaskinie Pawlikowskiego verbunden, das bisher ca. 2409 Meter erforschte Gänge hat.
Der Name lässt sich als Täuschungshöhle übersetzen. Er wurde ihr 1885 von ihrem Entdecker Jan Gwalbert Pawlikowski gegeben, der sich in ihren Gängen mehrfach verirrt hatte.
Die Höhle liegt bei Kościelisko, ist ca. 1630 Meter lang und hat zwei Eingänge auf einer Höhe von ca. 1084 m n.p.m. und 1098 m n.p.m. sowie mehrere Fenster.